# Азоксибензол
Азоксибензол — органическое вещество, один из продуктов восстановления нитробензола. В органическом синтезе применяется для получения производных азобензола.

## Получение
Азоксибензол был открыт Н. Н. Зининым в 1845 году путём восстановления нитробензола в кипящем спиртовом растворе гидроксида калия. Сейчас вещество получают восстановлением нитробензола арсенитом натрия, который, в свою очередь, получают растворением оксида мышьяка(III) в водной щёлочи. Продукт после обработки выделяется в виде жёлтых кристаллов.
{\displaystyle {\mathsf {PhNO_{2}{\xrightarrow[{NaOH,H_{2}O}]{As_{2}O_{3}}}PhN=N^{+}(O^{-})Ph}}}

## Химические свойства
Азоксибензол реагирует с хлоридом алюминия в CS2 либо с ацетилхлоридом, давая пара-хлоразобензол. Если ту же реакцию проводить в бензоле, образуется исключительно пара-фенилазобензол.
Подобным образом азоксибензол реагирует с алкил- и арилсульфонилхлоридами, давая продукты замещения в пара-положении с определённой примесью продукта орто-замещения. Если же вместо сульфонилхлоридов брать соответствующие ангидриды, реакция приводит к образованию только пара-продукта.
При реакции с хлоридом сурьмы(V) происходит выпадение комплекса, термическое разложение которого приводит к продукту орто-гидроксилирования.